# Mauléon-Barousse
Mauléon-Barousse is een gemeente in het Franse departement Hautes-Pyrénées (regio Occitanie) en telt 118 inwoners (2009). De plaats maakt deel uit van het arrondissement Bagnères-de-Bigorre.

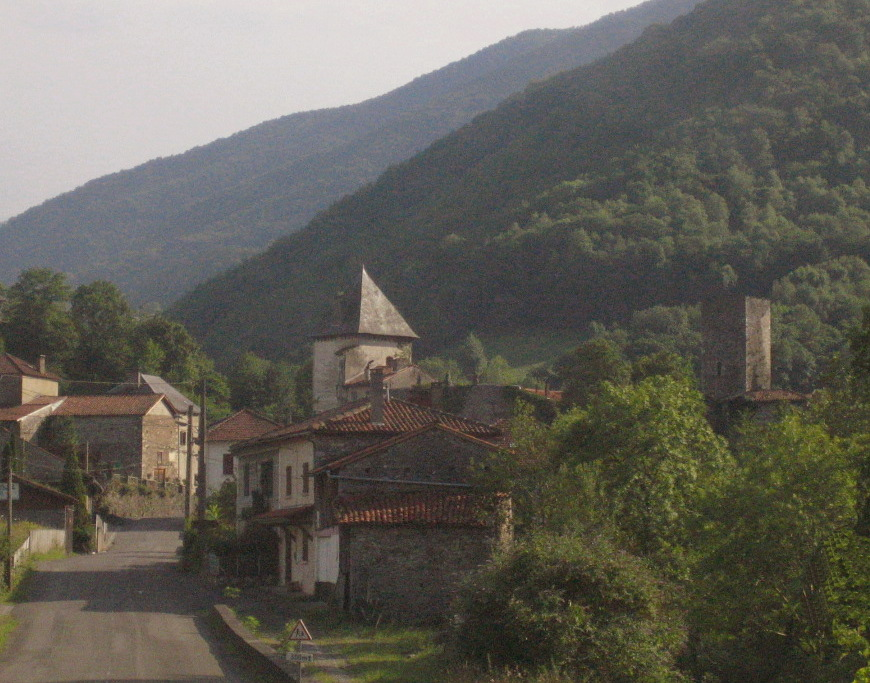
Mauléon-Barousse

## Geografie
De oppervlakte van Mauléon-Barousse bedraagt 5,4 km², de bevolkingsdichtheid is dus 21,9 inwoners per km².

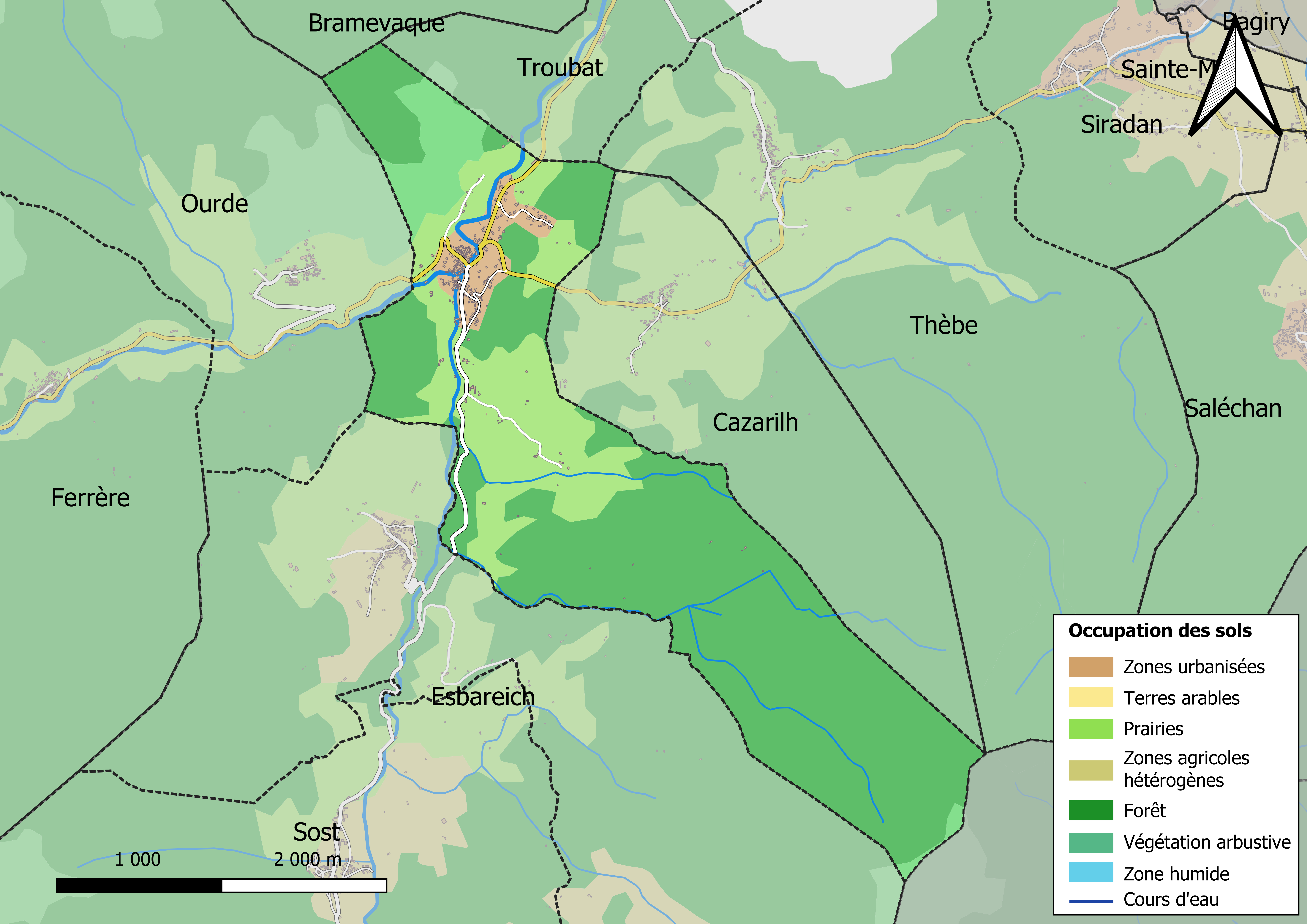
Kaart van de gemeente met belangrijkste infrastructuur, bodemgebruik en omliggende gemeenten

## Demografie
Onderstaande figuur toont het verloop van het inwonertal (bron: INSEE-tellingen).